# Urophyllum acuminatissimum
Urophyllum acuminatissimum är en måreväxtart som beskrevs av Elmer Drew Merrill. Urophyllum acuminatissimum ingår i släktet Urophyllum och familjen måreväxter. Inga underarter finns listade i Catalogue of Life.